# Родниковка (Башкортостан)
Роднико́вка (баш. Родниковка) — село в Миякинском районе Республики Башкортостан Российской Федерации. Входит в состав Миякинского сельсовета.

## География

### Географическое положение
Расстояние до:
- районного центра (Киргиз-Мияки): 4 км,
- центра сельсовета (Киргиз-Мияки): 4 км,
- ближайшей ж/д станции (Аксёново): 47 км.

## История
До 10 сентября 2007 года называлось Селом Миякинской РТС.

## Население
| 2002 | 2009 | 2010 |
| ---- | ---- | ---- |
| 895  | ↗975 | ↘841 |

## Религия
В селе есть мечеть.